# فريدريك أوقست مارشال فون بيبرشتاين
فريدريك أوقست مارشال فون بيبرشتاين (بالألمانية: Friedrich August Freiherr Marschall von Bieberstein)‏ (و. 1768 – 1826 م) هو مستكشف، وعالم نبات، وعالم آثار من ألمانيا . ولد في شتوتغارت.
توفي في خاركيف .